# Myrmeleon (Nehornius) dampfi
Myrmeleon (Nehornius) dampfi is een insect uit de familie van de mierenleeuwen (Myrmeleontidae), die tot de orde netvleugeligen (Neuroptera) behoort. 
Myrmeleon (Nehornius) dampfi is voor het eerst wetenschappelijk beschreven door Navás in 1928.